# Futurama: Into the Wild Green Yonder
Futurama: Into the Wild Green Yonder  é um filme baseado na série de animação Futurama. Lançado diretamente em DVD nos Estados Unidos em 23 de fevereiro de 2009, comprime, juntamente com outros três filmes, parte da sexta temporada da série. Separado em quatro episódios, foi exibido a partir de 30 de agosto de 2009 pelo canal Comedy Central.